# Vice-président des Émirats arabes unis
Le vice-président des Émirats arabes unis est le chef d'État adjoint des Émirats arabes unis.
Il est élu par le Conseil suprême fédéral (en) pour 5 ans renouvelable.
Il est membre du Conseil suprême de défense.
Les vice-présidents actuels sont Mohammed ben Rachid Al Maktoum depuis le 5 janvier 2006, qui est également Premier ministre des Émirats arabes unis, et Mansour bin Zayed Al Nahyan depuis le 29 mars 2023, qui est également vice-Premier ministre.
Il assure l'intérim de la présidence.